# Domenico de' Marini
Domenico de' Marini (falecido em 1635) foi um prelado católico romano que serviu como Patriarca Titular de Jerusalém (1627–1635), Arcebispo de Génova (1616–1635), e Bispo de Albenga (1611–1616).

## Biografia
No dia 11 de abril de 1611, Domenico de' Marini foi nomeado durante o papado de Paulo V como Bispo de Albenga. A 1 de maio de 1611, foi consagrado bispo por Marcello Crescenzi, bispo de Assis, com Virgilio Fiorenzi, bispo de Nocera Umbra, e Luca Semproni, bispo de Città di Castello, como co-consagradores. A 18 de julho de 1616, foi nomeado durante o papado de Paulo V como Arcebispo de Génova. No dia 15 de novembro de 1627, foi nomeado durante o papado de Urbano VIII como Patriarca Titular de Jerusalém. Serviu como Patriarca Titular de Jerusalém até à sua morte em fevereiro de 1635.